# Ангел-хранитель

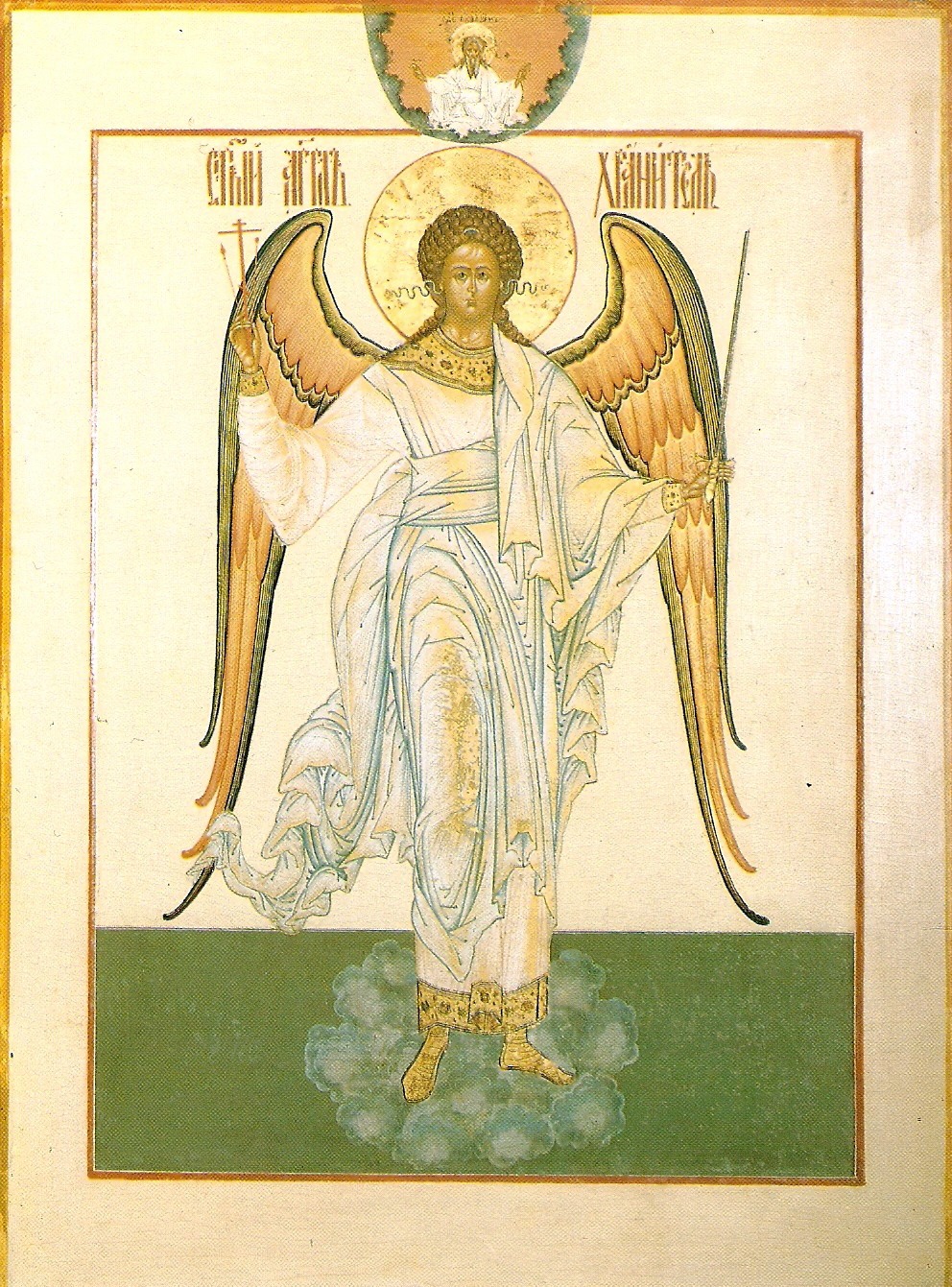
Ангел-хранитель. Мстёрская икона

Ангел-хранитель в христианстве — ангел, добрый дух, данный человеку Богом для помощи и руководства. В православии считается, что он дается при крещении. Согласно Иерониму Стридонскому ангел-хранитель даётся каждому человеку при рождении, согласно Гонорию Августодунскому — при зачатии.
По православным и католическим представлениям, ангел-хранитель невидимо находится при человеке на протяжении всей его жизни, причём в православии — если человек сохраняет в себе любовь к Богу и истинную веру перед Ним. Задача ангела-хранителя — способствовать спасению подопечного. В частности, ангелы-хранители духовно наставляют христиан в вере и благочестии, охраняют их души и тела, заступаются за них в течение земной их жизни, молят о них Бога, не оставляют их, наконец, после смерти и отводят души окончивших земную жизнь в вечность.
В Ветхом Завете нет понятия ангела-хранителя, но есть свидетельства о вере в ангелов, которые избавляют человека от зла (Быт. 48:16), а в Книге Иова упоминается, что у человека может быть aнгел-наставник «чтобы показать человеку прямой путь его» (Иов. 33:23). В Новом Завете вера в ангела-хранителя засвидетельствована в Деяниях святых апостолов (Деян. 12:15) и подтверждается словами Иисуса Христа в Евангелии от Матфея (Мф. 18:10).
Православная и Католическая церкви учат почитать и призывать в ангелов-хранителей как ближайших духовных наставников и покровителей в домашних молитваx.
Согласно учению Православной церкви, личного имени конкретного ангела-хранителя человек знать не может, так как ангел дан человеку Богом и невидим для человека. Поэтому для каждого ангела-хранителя не назначается отдельного дня общественного его воспоминания, а установлены особые дни чествования всех небесных сил, когда вспоминаются все ангельские силы. Таким общим днём памяти всех ангелов в Православной церкви является 8 (21) ноября — Собор Архистратига Михаила и прочих небесных сил бесплотных. В Католической церкви день памяти ангелов-хранителей — 2 октября.
В Православии есть богословские мнения об одном или же о двух ангелах-хранителях у одного человека. Последнего мнения, в частности, придерживался протоиерей Димитрий Смирнов и некоторые другие представители Церкви.
Согласно апокрифу хождение апостола Павла по мукам (Видение апостола Павла или Слово от видения апостола Павла), ангелы добрых людей являются с радостью к Богу, ангелы злых людей — сообщают Ему о грехах людей с плачем и рыданием.
В исламе ангелы-хранители упоминаются в священной для мусульман книге Коране: «У него [то есть рядом с каждым из людей] впереди и позади находятся ангелы-хранители, сменяющие друг друга. [Определённое число ангелов-хранителей оберегают человека днём, а другие — ночью.] Они (ангелы) защищают человека по приказу Аллаха (по приказу Господа миров, Творца всего и вся)» (Коран. 13:11).
Ангел-хранитель является покровителем коммуны Фондакелли-Фантина, Сицилия, который отмечается во второе воскресенье июля.